# Francesco Zerafa
Francesco "Franco" Zerafa (malt. Franġisk Zerafa, 1679–1758) – maltański architekt i darczyńca religijny. W roku 1714 przejął po Giovannim Barbara stanowisko Capomastro delle Opere della Religione (główny architekt Zakonu św. Jana), które piastował do śmierci.
Pomagał Charles’owi de Mondion w projektowaniu fortu Manoel, oraz był odpowiedzialny za większość ozdobnych dodatków w pałacu Wielkiego Mistrza w Valletcie podczas rządów Marc'Antonio Zondadariego. W latach 1731–32 wraz z Antonio Azzopardim nadzorował budowę Teatru Manoel według projektu Romano Carapecchio.

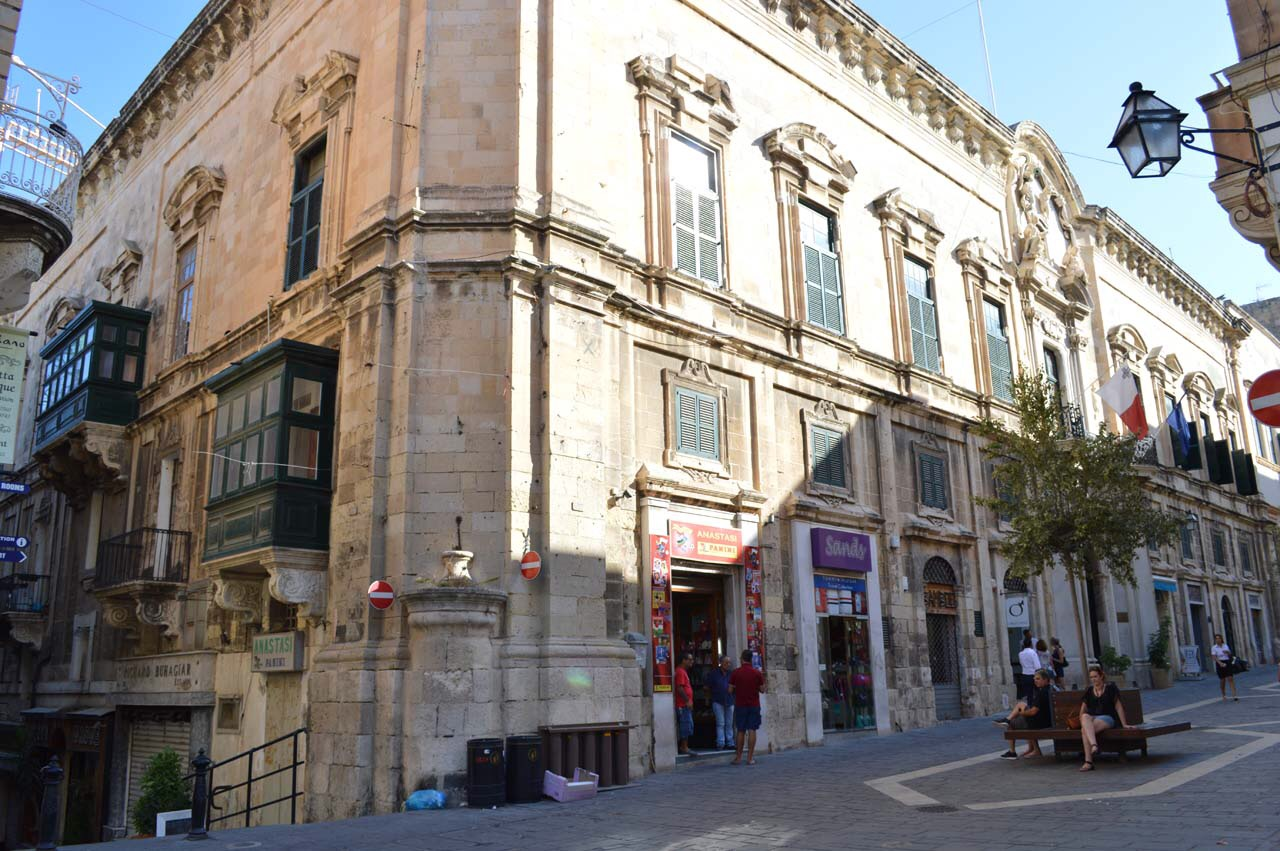
Castellania w Valletcie

W roku 1757 zaprojektował budynek Castellanii w Valletcie, lecz zmarł 21 kwietnia 1758 roku, przed ukończeniem budynku. Został zastąpiony na stanowisku Capomastro delle Opere przez Giuseppe Boniciego, który nadzorował budowę Castellani aż do jej ukończenia w roku 1760.